# UFC 171
UFC 171: Hendricks vs. Lawler è stato un evento di arti marziali miste tenuto dalla Ultimate Fighting Championship il 15 marzo 2014 all'American Airlines Center di Dallas, Stati Uniti.

## Retroscena
L'incontro per il titolo dei pesi mediomassimi tra Jon Jones e Glover Teixeira, che già venne posticipato per ben due volte venendo tolto dagli eventi UFC 169 ed UFC 170, venne inizialmente programmato per questo evento ma poi nuovamente e definitivamente spostato a UFC 172: Jones vs. Teixeira.
Il match titolato tra Johny Hendricks e Robbie Lawler registrò un totale di 308 colpi significativi messi a segno, nuovo record nella storia dell'UFC per un incontro valido per una cintura: il risultato fu la combinazione dei 158 colpi sferrati da Hendricks con i 150 di Lawler, rispettivamente il primo ed il terzo valore più alto nella storia dell'UFC per una sfida titolata.
Myles Jury lottò con dei pantaloncini sponsorizzati dall'azienda italiana Panini.

## Risultati
|                                                   | Divisione          |                   |                 |                   | Metodo                                      | Round           | Tempo           | Premio          |
| Card principale                                   | Card principale    | Card principale   | Card principale | Card principale   | Card principale                             | Card principale | Card principale | Card principale |
| ------------------------------------------------- | ------------------ | ----------------- | --------------- | ----------------- | ------------------------------------------- | --------------- | --------------- | --------------- |
| Sfida valida per il titolo di campione indiscusso | Pesi Welter        | Johny Hendricks   | batte           | Robbie Lawler     | Decisione unanime (48-47, 48-47, 48-47)     | 5               | 5:00            | FOTN            |
|                                                   | Pesi Welter        | Tyron Woodley     | batte           | Carlos Condit     | KO Tecnico (infortunio)                     | 2               | 2:00            |                 |
|                                                   | Pesi Leggeri       | Myles Jury        | batte           | Diego Sanchez     | Decisione unanime (30-27, 30-27, 29-28)     | 3               | 5:00            |                 |
|                                                   | Pesi Welter        | Hector Lombard    | batte           | Jake Shields      | Decisione unanime (30-27, 30-27, 29-28)     | 3               | 5:00            |                 |
|                                                   | Pesi Mediomassimi  | Ovince St. Preux  | batte           | Nikita Krylov     | Sottomissione (shoulder choke)              | 1               | 1:21            | POTN            |
| Card preliminare                                  |                    |                   |                 |                   |                                             |                 |                 |                 |
|                                                   | Pesi Welter        | Kelvin Gastelum   | batte           | Rick Story        | Decisione non unanime (28-29, 29-28, 30-27) | 3               | 5:00            |                 |
|                                                   | Pesi Gallo Femmine | Jéssica Andrade   | batte           | Raquel Pennington | Decisione non unanime (29-28, 28-29, 29-28) | 3               | 5:00            |                 |
|                                                   | Pesi Piuma         | Dennis Bermudez   | batte           | Jimy Hettes       | KO Tecnico (pugni e ginocchiata)            | 3               | 2:57            | POTN            |
|                                                   | Pesi Welter        | Alex Garcia       | batte           | Sean Spencer      | Decisione non unanime (29-28, 28-29, 30-27) | 3               | 5:00            |                 |
|                                                   | Pesi Leggeri       | Francisco Trevino | batte           | Renée Forte       | Decisione unanime (29-28, 29-28, 29-28)     | 3               | 5:00            |                 |
|                                                   | Pesi Mosca         | Justin Scoggins   | batte           | Will Campuzano    | Decisione unanime (30-27, 30-27, 30-27)     | 3               | 5:00            |                 |
|                                                   | Pesi Medi          | Sean Strickland   | batte           | Robert McDaniel   | Sottomissione (rear naked choke)            | 1               | 4:33            |                 |
|                                                   | Pesi Piuma         | Robert Whiteford  | batte           | Daniel Pineda     | Decisione unanime (30-27, 29-28, 29-28)     | 3               | 5:00            |                 |

## Premi
I lottatori premiati ricevettero un bonus di 50.000 dollari.
Legenda:
- FOTN: Fight of the Night (vengono premiati entrambi gli atleti per il miglior incontro dell'evento)
- POTN: Performance of the Night (viene premiato il vincitore per la migliore performance dell'evento)

## Incontri annullati
|                                                   | Divisione          |                  |        |                  | Motivo                                              |
| ------------------------------------------------- | ------------------ | ---------------- | ------ | ---------------- | --------------------------------------------------- |
| Sfida valida per il titolo di campione indiscusso | Pesi Mediomassimi  | Jon Jones (c)    | contro | Glover Teixeira  | Posticipato                                         |
|                                                   | Pesi Gallo Femmine | Julianna Peña    | contro | Jéssica Andrade  | Peña infortunata                                    |
|                                                   | Pesi Mosca         | Will Campuzano   | contro | Darrell Montague | Montague infortunato                                |
|                                                   | Pesi Mediomassimi  | Ovince St. Preux | contro | Thiago Silva     | Silva arrestato dalla polizia e licenziato dall'UFC |
|                                                   | Pesi Medi          | Robert McDaniel  | contro | Tor Troéng       | Troéng infortunato                                  |